# Prêmio Multishow de Música Brasileira para Sertanejo do Ano
Prêmio Multishow de Música Brasileira para Sertanejo do Ano é um prêmio dado anualmente no Prêmio Multishow de Música Brasileira, uma cerimônia que foi estabelecida em 1994 e originalmente chamada de Prêmio TVZ. A Categoria Sertanejo do Ano foi criada em 2023 como parte de uma reformulação nas normas da Academia do Prêmio Multishow. Anteriormente, o prêmio de Música do Ano englobava diversos ritmos musicais em uma única categoria. No entanto, a partir de 2023, essa categoria foi ramificada, dando origem a 11 novas categorias, cada uma dedicada a um estilo musical específico, incluindo o Sertanejo.
Essa mudança visou reconhecer a diversidade de gêneros presentes na música brasileira e dar maior espaço a estilos populares, que tem uma presença significativa no cenário musical do país. A Categoria Sertanejo do Ano destaca as músicas de maior impacto dentro do gênero, premiando artistas que contribuem para a evolução e popularidade da música sertaneja no Brasil.

## Vencedores e indicados
| Ano  | Vencedor(a)                              | Indicados | Ref.        |
| ---- | ---------------------------------------- | --- | ----------- |
| 2023 | "Erro Gostoso (Ao Vivo)" – Simone Mendes | - Dói" – Jorge & Mateus - "Narcisista (Ao Vivo)" – Maiara & Maraisa - "Nosso Quadro" – Ana Castela - "Oi Balde (Ao Vivo)" – Zé Neto & Cristiano - "Solteiro Forçado (Boiadeira Internacional)" – Ana Castela | [ 8 ] [ 9 ] |
| 2024 | "Escrito nas Estrelas" – Lauana Prado    | - "Dois Tristes" – Simone Mendes - "Gosta de Rua" – Felipe & Rodrigo - "Haverá Sinais" – Jorge & Mateus e Lauana Prado - "Mulher Foda" – Simone Mendes - "Xonei" – Jorge & Mateus e Henrique & Juliano       | [ 10 ]      |